# Mönchskirche (Bautzen)

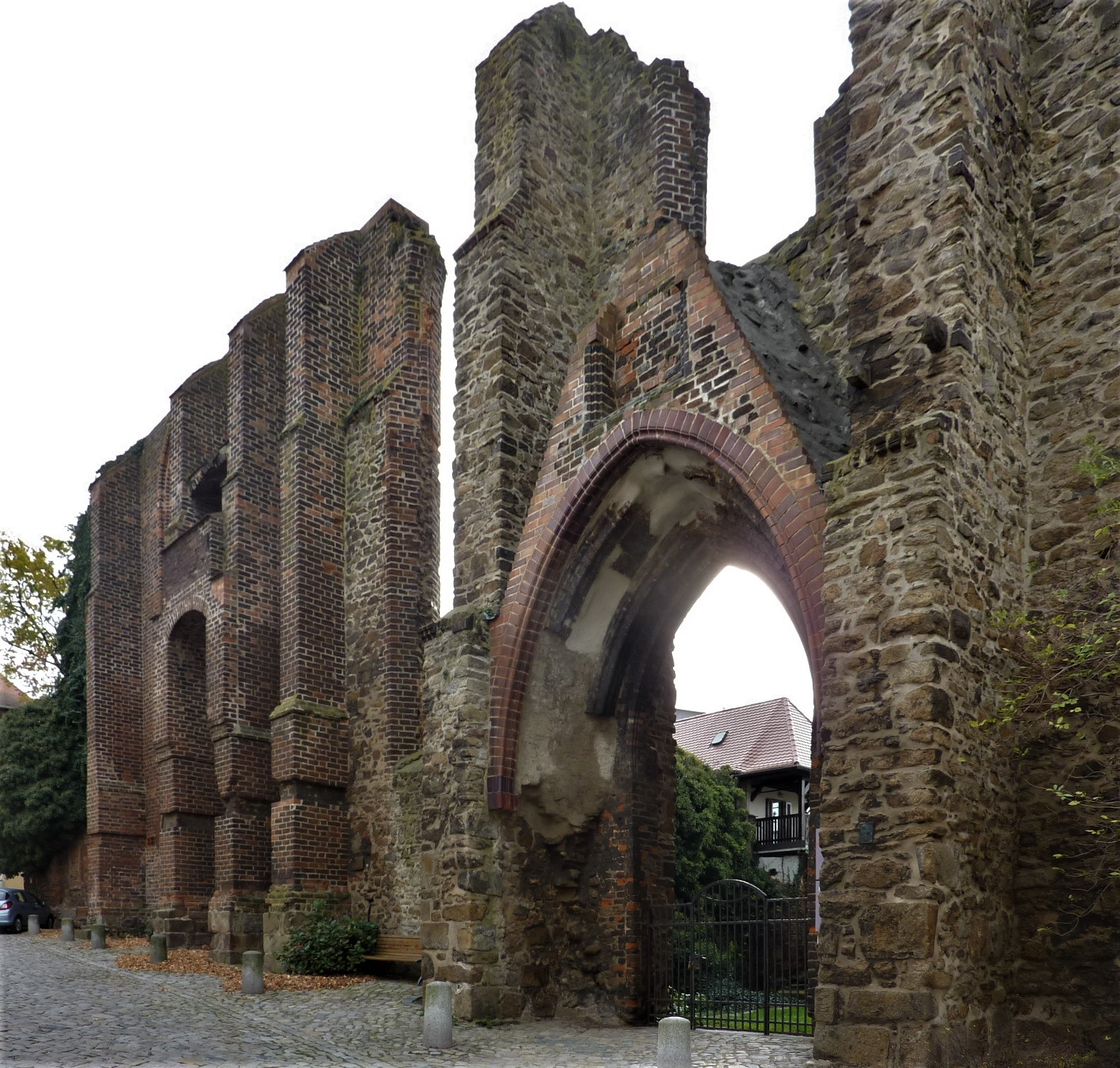
Fassade der Mönchskirche

Die Mönchskirche, sorbisch Mniša cyrkej, ist eine heute nur noch als Ruine erhaltene ehemalige Klosterkirche der Franziskaner in der Altstadt von Bautzen.

## Geschichte
Der Bau der Kirche wurde um 1240 zusammen mit dem Komplex des Franziskanerklosters sowie mehreren Gebäuden und Höfen auf dem südöstlich vor der Ortenburg gelegenen Burglehn begonnen. Gemäß örtlicher Überlieferung wurde der Baugrund von Angehörigen des Landadels gestiftet, darunter Thiesko von Pannwitz. Der Bau selbst wurde von Otto dem Frommen, Markgraf zu Brandenburg, und seiner 1243 angetrauten Gemahlin Beatrix (Božena), der Tochter König Wenzels I. von Böhmen, die das Gebiet um Bautzen als Mitgift erhalten hatte, finanziert. Der erste sichere Beleg für das Kloster des im Jahr 1210 gegründeten Franziskanerordens stammt vom 6. Mai 1248, als Papst Innozenz IV. einen Ablass für die Vollendung des Baues bewilligte. Dieser Ablass wurde auf Anregung des Provinzialministers der Sächsischen Franziskanerprovinz (Saxonia), zu der das Kloster gehörte, sowie und der Bautzner Ordensbrüder erlassen. Die Mönchskirche trug das Patrozinium der heiligen Gottesmutter Maria.
Das Franziskanerkloster brannte am 1. August 1401 vollständig ab, wurde aber wieder aufgebaut. Durch einen erneuten Brand im Jahr 1441 wurde das Kirchendach zerstört. Infolge der Reformation wurde das Kloster in der ersten Hälfte des 16. Jahrhunderts aufgehoben. Am 2. Juli 1598 brannten Kloster und Kirche vollständig nieder und wurden nicht wieder aufgebaut.:303 Erhalten geblieben ist die frühgotische Mönchskirchenruine mit ihren Spitzbogenfenstern und dem Portal.
Im Jahr 1620 wurde das bereits begonnene Abtragen der Klostermauern durch den Stadtrat wieder abgebrochen. Nach dem Brand von 1598 und besonders während des Dreißigjährigen Krieges ließen sich mittellose Bürger in den Kirchenruinen des Klosterbereiches nieder und bauten sich dürftige Wohnstätten, die sogenannte Budenstadt oder Mönchskirchensiedlung. 1893 zählte die kleine Ansiedlung 18 Häuser mit 53 Haushaltungen. Diese kleinen Wohnhäuser wurden am 10. Februar 1894 nachts in der zwölften Stunde bei einem Brand Opfer der Flammen, das im Haus Burglehn (Kat.-Nr. 261) ausgebrochen war und rasch auf den gesamten Kirchenbereich übergriff.:305

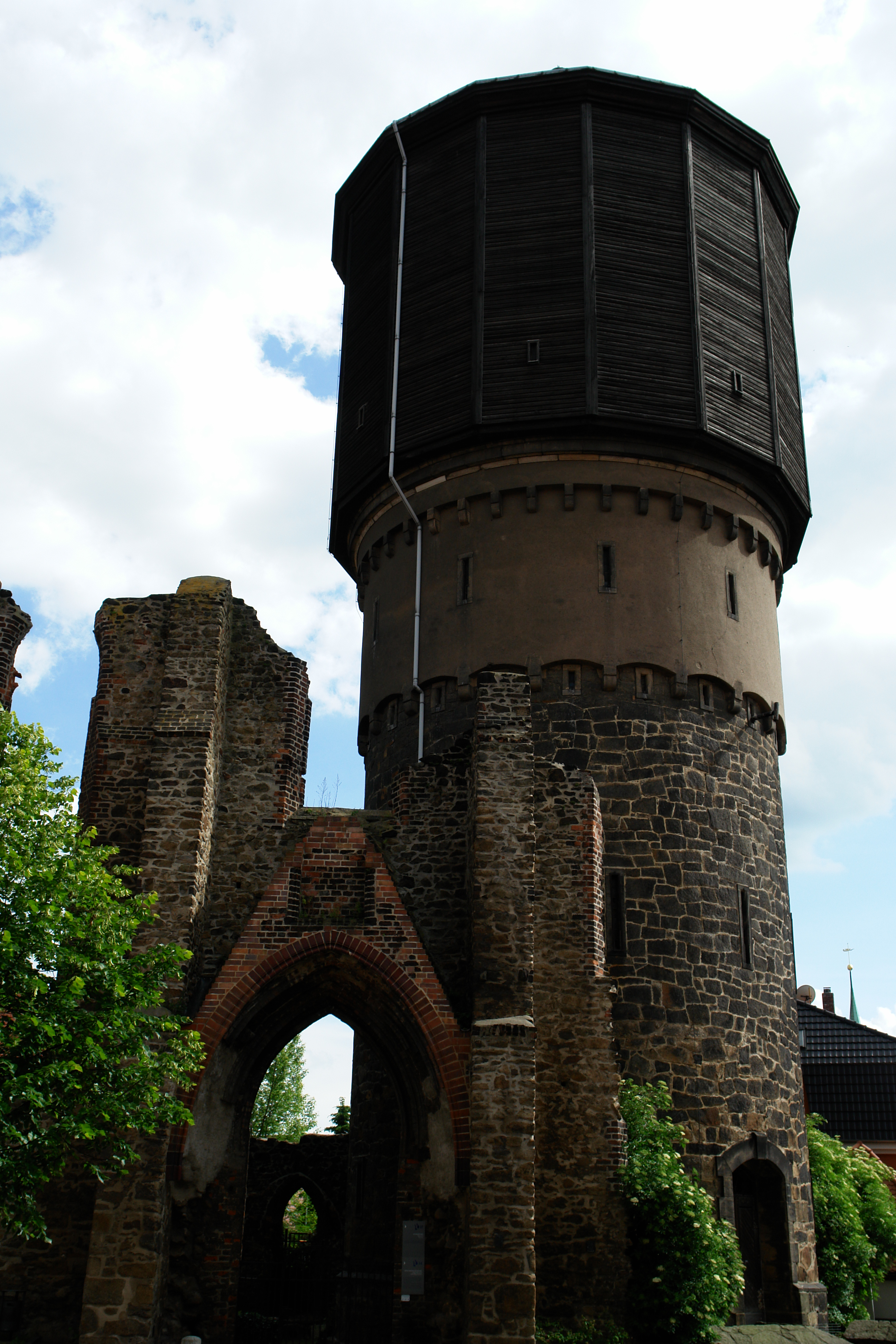
Bautzener Wasserturm mit der Ruine der Mönchskirche

Richard Andree bezeichnet die Mönchskirche, die als einzige Kirche Bautzens aus Backstein errichtet war, als „südlichsten monumentalen Ziegelbau, der aus der norddeutschen Tiefebene hier bis an das Gebirge heranreicht.“

## Wasserturm
Im Westteil der alten Kirchenruine ließ die Stadt 1877 einen Wasserhochbehälter errichten. Dieser hatte ein Fassungsvermögen von ca. 1.000 m³. Die erhaltene Holzverkleidung des Oberteils des Wasserturmes besteht seit 1936. Die Wasseranlage wurde 1979 stillgelegt. Nach Jahren der Nichtnutzung erfolgte 2016/2017 eine umfangreiche Sicherung und Sanierung, bei der unter anderem auch ein Teil des Behälterbodens aufgetrennt wurde, um ihn über eine Treppe begeh- und somit nutzbar zu machen. Im Rahmen des Altstadtfestivals Wasser-Kunst-Licht wurde der Wasserturm vom 31. August 2018 bis 2. September 2018 erstmals wieder der Öffentlichkeit zugänglich.

## Trivia
Um das Mönchskloster, die Mönchskirche bzw. das Hüttendorf in der Klosterruine handeln mehrere Sagen.